# 러시아의 체르니히우주 점령
러시아의 체르니히우주 점령은 2022년 2월 24일부로 러시아의 우크라이나 침공이 개시됨에 따라 시작된 우크라이나 체르니히우주에 대한 러시아군의 군사 점령을 말한다. 러시아군은 우크라이나의 수도인 키이우를 점령하기 위해 체르니히우주의 상당수 영토를 꾸준히 점령해나갔다.
그러나 체르니히우주의 주도인 체르니히우시는 함락되지 않았으며, 4월 3일 키이우 공세 정체에 따른 러시아군의 북부전역 전면 철수로 체르니히우주에서도 후퇴하면서 러시아로부터 해방됐다.

## 전개

### 체르니히우시
2022년 2월 25일, 러시아 국방부는 러시아군이 체르니히우 포위전에 나섰다고 발표했다. 다음날 체르니히우시의 우크라이나군은 포위 공격을 가하던 부대 중 하나를 격파했다고 주장했다.
3월 1일 체르니히우주 주지사 비아체슬라우 차우스는 체르니히우시로 통하는 모든 교통로에 지뢰가 극심한 수준으로 매설되었다고 주장했다.
3월 10일, 체르니히우 시장 블라디슬라우 아트로셴코는 러시아군이 체르니히우시 포위를 완료했다고 밝혔으며, 체르니히우는 완전히 고립됐고 시민 30만 명이 사용중인 핵심 기반시설은 반복된 포격으로 급격히 무너져가고 있다고 덧붙였다. 또한 러시아군이 아군 측 대피부대를 통해 탈출하던 민간인 7명을 공격했다고 주장했다. 러시아의 공습으로 체르니히우 아레나도 일부 훼손된 것이 밝혀졌다.
3월 11일, 우크라이나군은 도시를 포격하던 러시아 미사일 부대를 격퇴했으며 일부 러시아군이 항복했다고 주장했다.
3월 25일, 우크라이나 당국은 러시아군이 남쪽 데스나강을 가로지르는 데스나강 도로교를 파괴함으로서 강 북부에 위치한 체르니히우시를 봉쇄하였으나, 도시의 완전한 포위에는 여전히 실패하고 있다고 밝혔다.
3월 31일, 우크라이나군은 키예프와 체르니히우를 연결하는 M01 고속도로를 탈환하여 포위전을 마무리했다고 밝혔다. 체르니히우 시장은 전쟁이 시작된 이후 처음으로 조용한 밤을 보냈다는 소감을 밝혔다.

### 호로드니아
2022년 2월 25일 러시아군은 체르니히우군의 도시 호로드니아를 점령하고 그곳에 군사 본부를 설치하였다. 이후 2022년 4월 2일 우크라이나군이 도시를 탈환했다.

### 러시아의 철수
3월 30일, 러시아군은 체르니히우주 전역을 비롯한 우크라이나 북부에서 군대를 철수하기 시작했다. 이에 힘입어 우크라이나군은 수많은 도시와 마을의 탈환에 나섰으며, 4월 3일 우크라이나 고위관계자와 미 국방부는 러시아군이 체르니히우주에서 철수하고 돈바스와 우크라이나 남부에 재배치됐다는 설을 내세웠다.

## 여파
러시아군 철수 이후 우크라이나군은 키이우와 체르니히우주에서 지뢰 제거 작업에 나섰다. 8월 9일, 미국 국무부는 지뢰 제거 작업을 돕기 위해 우크라이나에 8900만 달러를 지원할 것이라고 발표했다.
러시아군은 여전히 러시아 국경 근처의 작은 마을과 마을에 포격을 가하고 있는 것으로 알려졌다.

## 같이 보기
- 러시아의 우크라이나 침공
- 러시아-우크라이나 전쟁
- 러시아가 점령한 우크라이나 영토
  - 러시아의 크림반도 점령
  - 러시아의 드니프로페트로프스크주와 폴타바주 점령
  - 러시아의 도네츠크주 점령
  - 러시아의 하르키우주 점령
  - 러시아의 헤르손주 점령
  - 러시아의 키이우주 점령
  - 러시아의 루한스크주 점령
  - 러시아의 미콜라이우주 점령
  - 러시아의 수미주 점령
  - 러시아의 자보리자주 점령
  - 러시아의 지토미르주 점령
  - 즈미이니섬 전투
- 러시아 연방의 크림반도 합병
- 러시아의 도네츠크, 헤르손, 루한스크, 자포리지아 주 합병
- 2022년 우크라이나의 러시아 점령지 내 시위
- 러시아의 우크라이나 침공에 따른 전쟁범죄
- 러시아의 전쟁 범죄
- 전쟁범죄